# Hainstetten (Herrschaft)
Die Herrschaft Hainstetten war eine Grundherrschaft im Viertel ober dem Wienerwald im Erzherzogtum Österreich unter der Enns, dem heutigen Niederösterreich.

## Ausdehnung
Die Herrschaft mit dem Gut Leutmannsdorf umfasste zuletzt die Ortsobrigkeit über Hainstetten und Leuzmannsdorf. Der Sitz der Verwaltung befand sich in Hainstetten.

## Geschichte
Letzter Inhaber der Allodialherrschaft war der Großgrundbesitzer und Politiker Franz Graf von St. Julien (1805–1889), bis diese im Zuge der Reformen 1848/1849 aufgelöst wurde.